# Boreomysis intermedia
Boreomysis intermedia är en kräftdjursart som beskrevs av Ii 1964. Boreomysis intermedia ingår i släktet Boreomysis och familjen Mysidae. Inga underarter finns listade i Catalogue of Life.